# ضيدة
مركز ضيدة إحدى مراكز منطقة القصيم في الشمال وهي تابعة لمحافظة الأسياح .

## التاريخ
آخر مراكز الأسياح من جهة الشمال، وقد سميت بهذا الاسم نسبة إلى ماء ضيدة التاريخي الذي يقع على بعد سبعة كيلو مترات جنوباً. وتتميز بعذوبة مائها وقربه من سطح الأرض.واستوطنت ضيدة الفردة من حرب في العهد السعودي الزاهر.اسسها متعب بن حماد ثم تولى الامارة بعده شلاح بن متعب بن حماد وأميرها الحالي هو سلطان بن شلاح بن متعب بن حماد

## السكان
يبلغ عدد سكان ضيدة 9000 نسمة
وسكانها هم الفردة من قبيلة حرب.

## الموقع الجغرافي
تقع ضيدة شمال منطقة القصيم وتبعد عن مدينة بريدة قرابة حوالي 110 كم .
وعن محافظة الأسياح حوالي 52 كم .
وهي تقع على طريق حائل القصيم القديم مرورًا بمركز طلحة وثم مركز المدرج..

## المناخ
المناخ قاري صحراوي، حار جاف صيفًا بارد مُمطر شتاء، وتبلغ درجة الحرارة صيفًا 45°م، وفي الشتاء تصل 3- مادون الصفر ومتوسط سقوط المطر 145 ملم.